# Pedro Bravo de Acuña

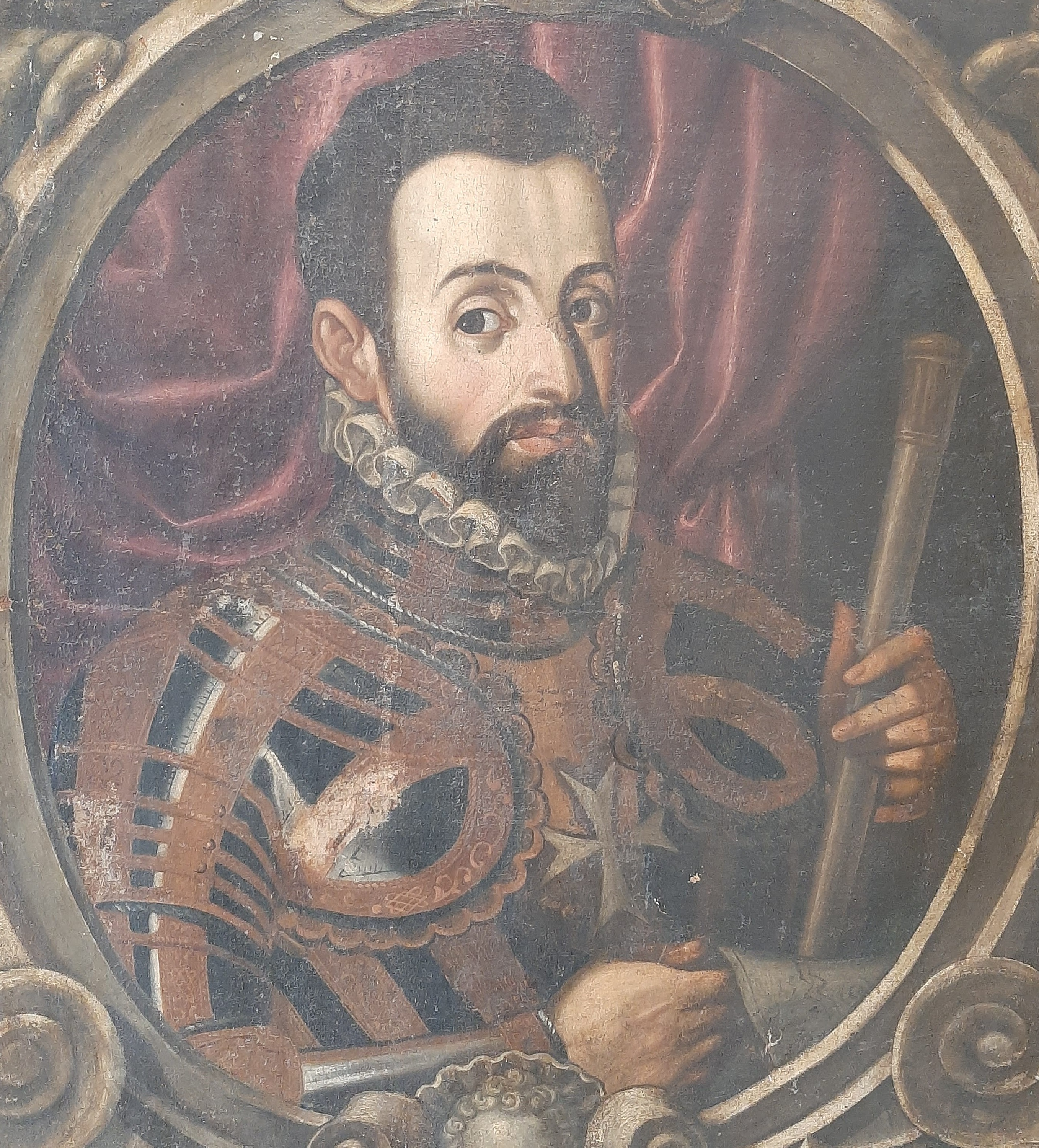
Pedro Bravo de Acuña

Pedro Bravo de Acuña (? - 24 juni 1606) was een Spaans koloniaal bestuurder en de elfde gouverneur-generaal van de Filipijnen van 1602 tot 1606.

## Biografie
Bravo de Acuña werd in 1593 benoemd tot gouverneur van Cartagena. In 1601 volgde een benoeming tot gouverneur-generaal van de Filipijnen. Deze positie nam hij in vanaf zijn aankomst in de kolonie in mei 1602.
Tijdens zijn periode als gouverneur-generaal kreeg hij onder meer te maken met Chinese opstand in 1603. 
In de eerste maanden van 1606 leidde Bravo de Acuña een expeditie vanuit de Filipijnen naar Ternate. De missie van een succes. De Spaanse troepen wisten moslims en de Hollanders daar te verslaan en de stad en het fort te veroveren. Op 31 mei 1606 keerde de gouverneur met de gevangen genomen Sultan, zijn zoon en andere lokale nobelen, terug in Manilla. 
Pedro Bravo de Acuña overleed kort na zijn succesvolle expeditie vrij plotseling op 24 juni 1606. Er gingen geruchten dat zijn dood veroorzaakt was door een vergiftiging. Na zijn dood werden zijn bestuurlijke taken overgenomen door de Audiencia van Manilla. Cristóbal Téllez de Almanza nam de militaire leiding over de kolonie.